# Bakterijske kolonije
Bakterijske kolonije su nakupine bakterija vidljive na krutim hranidbenim podlogama. Nastaju diobom jedne jedine bakterijske stanice i sadrže milijune jedinki. Pri identifikaciji se koriste tipična i stalna uzgojna svojstva pojedine bakterijske vrste:
- Makroskopskim pregledom kolonija (golim okom) se određuju njihov oblik, presjek i izgled površine (hrapav-R, gladak–S, sluzav–M), veličina te prozirnost (zamućenost) i prisutnost pigmenta.
- Optičkim pomagalima (povećalo, mikroskop) se promatraju rubovi kolonija i njihova građa (jednolična, mrežasta, zrnasta, zrakasta).

Više kolonija na jednoj hranjivoj podlozi (agar) nazivaju se Bakterijska kultura. Bakterijska kultura može biti čista, ako izrastu kolonije samo jedne bakterijske vrste, ili mješovita, ako izrastu kolonije više bakterijskih vrsta.